# Ron Miles

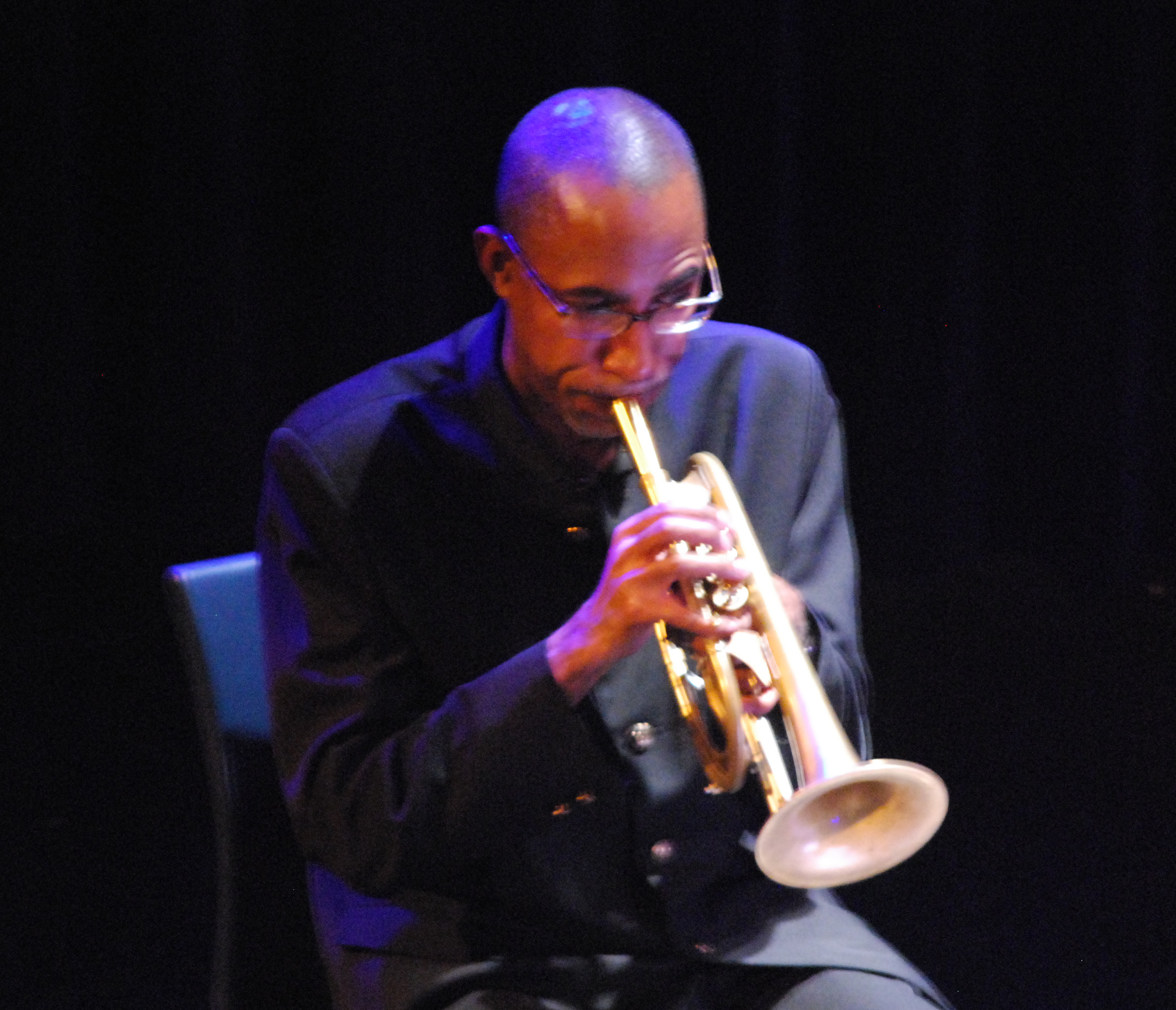
Ron Miles bei einem Konzert mit Bill Frisell (Innsbruck, 2009)

Ron Miles  (* 9. Mai 1963 in Indianapolis, Indiana; † 8. März 2022 in Denver, Colorado) war ein US-amerikanischer Trompeter des Modern Jazz. Er war einer der wenigen Kornettisten in der neueren Jazzszene.

## Leben und Wirken
Miles wuchs in seiner Jugendzeit in Denver auf und begann mit der Trompete unter dem Einfluss der Musik von Dizzy Gillespie und Maynard Ferguson. Während seiner Zeit an der East High School in Denver spielte er an der Seite von Don Cheadle in einer Jazz-Combo. Er studierte und arbeitete 1981 bis 1985 an der University of Colorado mit John Gunther, und 1986 graduierte er an der Manhattan School of Music. Er wurde dann Assistant Professor für Musik an Denvers Metropolitan State College. 1986 nahm er zwei Alben unter eigenem Namen auf (Distance for Safety und Witness). 1992 spielte er in einem Theater-Orchester, das durch Italien tourte und dann in dem von Mercer Ellington geleiteten Ellington Orchestra. Ab Mitte der 1990er Jahre arbeitete er mit Ginger Baker (Coward of the County, 1999), in seiner Heimatstadt 1996 mit Paul Warburton, außerdem mit Bill Frisell auf dessen Album Quartet (1996) und 1999 auf The Sweetest Punch mit Frisells Arrangements von Kompositionen Elvis Costellos und Burt Bacharachs. 2001 dann nahm er mit Frisell das Duo-Album Heaven (auf dem Label Sterling Circle). Im selben Jahr wirkte er auf The Anomaly von DJ Logic mit. 2002 folgte Laughing Barrel in Quartettbesetzung mit dem Gitarristen Brandon Ross, dem Bassisten Anthony Cox und dem Schlagzeuger Rudy Royston.
Die Autoren Richard Cook und Brian Morton sehen keine ausdrücklichen Bezüge beim „Namensvetter“ Miles Davis; vielmehr integriere Ron Miles besonders auf seinem Quartett-Album Laughing Barrel, das sie mit der höchsten Bewertung auszeichneten, Einflüsse von King Oliver (Parade) bis zu Dave Douglas.
Nach mehreren Jahren im Trio mit Bill Frisell und Brian Blade erweiterte Ron Miles seine Band für das Album I Am a Man um Jason Moran und Thomas Morgan; in diesem All-Star-Quintett entstand „in traumhafter Sicherheit“ auch das Folgealbum Rainbow Sign (2020). Sein Titel ist zwar eine Referenz an ein Lied der Carter Family; doch das Album enthält neun neue, eigene Kompositionen.
Miles nahm außerdem Alben mit dem Tenorsaxophonisten Fred Hess, dem Sänger Joe Henry und mit Wayne Horvitz auf. 2016 wirkte er bei Matt Wilsons Lyrik & Jazz-Produktion Honey and Salt: Music Inspired by the Poetry of Carl Sandburg mit. Zu hören war er unter anderem auch auf Bruce Cockburns Crowing Ignites (2019) und auf Ben Goldbergs Good Day for Cloud Fishing (2019). Im Bereich des Jazz war er laut Tom Lord zwischen 1980 und 2021 an 101 Aufnahmesessions beteiligt, zuletzt mit dem Kate McGarry/Keith Ganz Ensemble (What to Wear in the Dark).
Ron Miles starb am 8. März 2022 infolge von Komplikationen der Polycythaemia vera, einer seltenen Bluterkrankung.

## Diskographische Hinweise
- My Cruel Heart (Gramavision, 1996)
- Ron Miles Trio (Capri, 2000)
- Heaven (Sterling Circle, 2001) mit Bill Frisell
- Laughing Barrel (Sterling Circle, 2002)
- Stone/Blossom (Sterling Circle, 2006)
- Quiver (Enja, 2012)
- Circuit Rider (2015), mit Bill Frisell, Brian Blade
- I Am a Man (Enja/Yellowbird, 2017), mit Bill Frisell, Brian Blade, Jason Moran, Thomas Morgan
- Still Dreaming (Nonesuch, 2018), mit Joshua Redman, Scott Colley & Brian Blade
- Rainbow Sign (Blue Note, 2020), mit Bill Frisell, Brian Blade, Jason Moran, Thomas Morgan

## Lexikalischer Eintrag
- Richard Cook, Brian Morton: The Penguin Guide to Jazz Recordings. 9. Auflage. Penguin, London 2008, ISBN 978-0-14-103401-0.

## Belege
1. ↑  Denver’s Ron Miles, a legend in American jazz, has died at 58 (englisch), abgerufen am 9. Mai 2022
2. ↑  Denver jazz great Ron Miles spoke through his music (englisch), abgerufen am 9. Mai 2022
3. ↑  Ron Miles: Rainbow Sign. In: Jazz thing. 5. August 2021, abgerufen am 6. August 2021.
4. ↑  Tom Lord The Jazz Discography (online, abgerufen am 2. März 2022)
5. ↑  Nate Chinen: Ron Miles, cornetist who imbued modern jazz-with heart and soul, dies at 58 (Nachruf). National Public Radio, 9. März 2022, abgerufen am 10. März 2022 (englisch).

| Personendaten    | Personendaten                    |
| ---------------- | -------------------------------- |
| NAME             | Miles, Ron                       |
| KURZBESCHREIBUNG | US-amerikanischer Jazz-Trompeter |
| GEBURTSDATUM     | 9. Mai 1963                      |
| GEBURTSORT       | Indianapolis, Indiana            |
| STERBEDATUM      | 8. März 2022                     |
| STERBEORT        | Denver, Colorado                 |